# 薛昭緯
薛昭纬（?—?），字紀化，唐朝官员，給事中薛存誠的曾孙，吏部侍郎薛廷老的孙子，司農卿薛保遜的儿子。
薛保逊初任礼部员外郎。黄巢之乱后，唐僖宗自兴元府还京，将举行禘祭，有司引用旧仪：“禘祭德明、兴圣二庙，及懿祖、献祖神主迁入祔祭兴圣、德明之庙，通为四室。”博士殷盈孙认为德明等四庙，不是创业，只是追封，对于现在的皇帝年代极远。应该废除。薛昭纬也同意，上奏议说，德明皇帝的追尊，历代没有成例。在周朝，后稷是始封之祖，文王是建极之君，没有听说后稷之前，别议立庙。两汉称是刘累之后，萧梁、曹魏则称是萧何、曹参之后，也没有给他们追号。兴圣皇帝在东晋末年称凉王，于是列为祖宗。就像长沙王劉發在东汉之时，楚元王劉交在刘宋高祖之朝，都没有尊礼之名。献祖、懿祖，也不是宗有德而祖有功，亲尽宜祧，迁在二庙，也是一时的考虑。武德之初，议宗庙之事，高祖神尧皇帝听取，太宗文武皇帝参议，硕学通儒都不议立皋陶、凉武昭王之庙。尊太祖、代祖为帝，而以献祖为宣简公，懿祖为懿王，不加帝号，就是亲尽则毁之意。《春秋左氏传》：“孔子在陈，闻鲁庙灾。曰：‘其桓僖乎？’已而果然。”亲尽不毁，会导致天灾。据太常礼院上奏，至德二年克复后不再作弘农府君庙神主。兴圣等四室，请按照礼院之议。唐僖宗采纳。
乾宁三年（896年）十月初一，唐昭宗以中书舍人、权知礼部贡举薛昭纬为礼部侍郎。光化二年（899年）六月，以户部侍郎薛昭纬为兵部侍郎。薛昭纬贡举得人，文章秀丽，官至御史中丞。因性轻率，为崔胤所厌恶，因事贬为磎州刺史，去世。《北梦琐言》记载他曾担任澄州刺史。